# Sekundærrute 433
Sekundærrute 433 er en rutenummereret hovedlandevej i Østjylland.
Ruten går fra Jyllands Allé i Aarhus gennem Tranbjerg, Solbjerg, Hovedgård og slutter ved hovedlandevej 170 ved Hansted nord for Horsens.
Hovedlandevej 433 har en længde på 39 km.